# Ring°racer

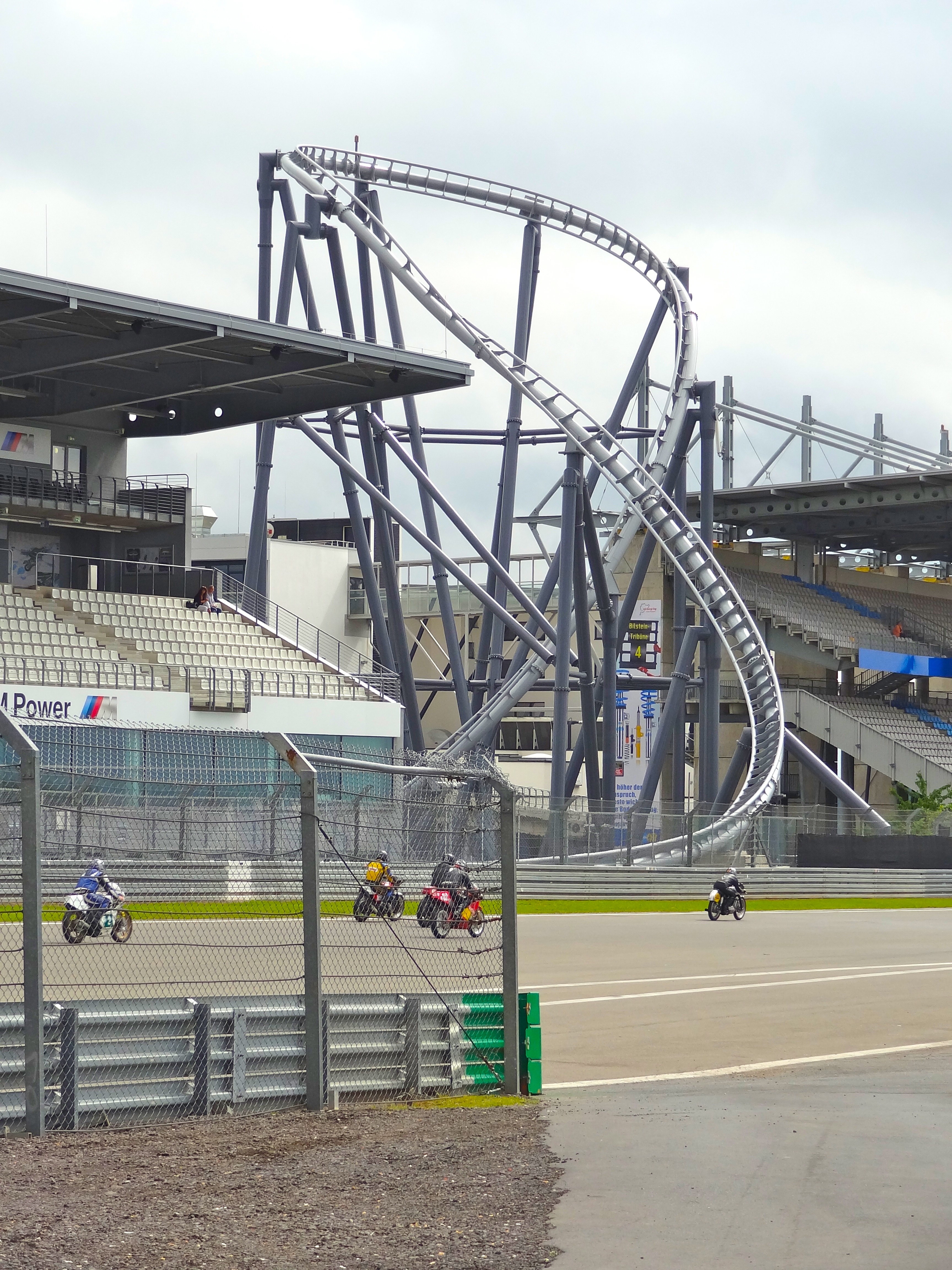
Ring°racer

Ring°racer je bývalá ocelová horská dráha, umístěná u okruhu Formule 1 v německém Nürburgringu. Atrakce měla být otevřena 15. srpna 2009 a měla simulovat zrychlení ve Formuli 1, z 0 na 217 km/h za 2,5 sekundy, čímž by v té době byla nejrychlejší horskou dráhou na světě. Trvání jízdy mělo být 85 sekund. Dráha byla původně konstruována na rychlost 217 km/h, které ale nikdy nedosáhla. V září 2009 se inženýři pokusili zvýšit jízdu na plnou zamýšlenou rychlost. Exploze při testování pneumatického startu zranila sedm lidí a poškodila nedalekou budovu. Odstranění závad zpozdilo otevření až do roku 2013, kdy byla dráha 31. října otevřena ale 4. listopadu 2013 bylo opět uzavřena. V roce 2014 společnost Nürburgring oznámila, že Ring Racer se z ekonomických důvodů znovu neotevře.
Nejrychlejší dráhou na světě je Formula Rossa v Abu Dhabi s maximální rychlostí 240 km/h.